# IHF Volley Frosinone
Maillots
Le IHF Volley Frosinone  est un club italien de volley-ball féminin  basé à Frosinone, dans le Latium, qui évolue pour la saison 2013-2014 en Serie A1.

## Palmarès
- Coupe d'Italie A2
  - Vainqueur : 2013.

## Effectifs

### Saison 2013-2014
Entraîneur : Mario Regulo Martinez  Argentine
| No  | Nom                | Date de Naissance | Taille | Poids | Nationalité | Poste                     |
| --- | ------------------ | ----------------- | ------ | ----- | ----------- | ------------------------- |
| 1.  | Laura Frigo        | 26 octobre 1990   | 185    | 68    | Italie      | Centrale                  |
| 2.  | Sonja Percan       | 8 mai 1981        | 186    |       | Croatie     | Réceptionneuse-attaquante |
| 3.  | Rachael Kidder     | 14 août 1991      | 191    | 76    | États-Unis  | Réceptionneuse-attaquante |
| 5.  | Francesca Bonciani | 25 mai 1992       | 178    |       | Italie      | Passeuse                  |
| 7.  | Gabriella Vico     | 4 décembre 1987   | 182    |       | Italie      | Réceptionneuse-attaquante |
| 8.  | Giusy Astarita     | 18 avril 1988     | 183    | 70    | Italie      | Réceptionneuse-attaquante |
| 10. | Giulia Agostinetto | 2 octobre 1987    | 179    |       | Italie      | Passeuse                  |
| 11. | Virginia Spataro   | 30 septembre 1983 | 188    |       | Italie      | Centrale                  |
| 12. | Veronica Angeloni  | 6 juillet 1986    | 186    |       | Italie      | Réceptionneuse-attaquante |
| 14. | Valentina Biccheri | 7 mai 1991        | 191    | 78    | Italie      | Attaquante                |
| 17. | Simona Gioli       | 17 septembre 1977 | 185    | 72    | Italie      | Centrale                  |
| 18. | Jole Ruzzini       | 25 février 1984   | 162    |       | Italie      | Libero                    |